# Cheapflug
Cheapflug.de ist die deutsche Website von Cheapflights.co.uk und Cheapflights.com. Sie gehören zur Cheapflights Media Ltd., ein internationales Online-Unternehmen mit Sitz in London und Boston. Das Unternehmen betreibt Websites in den USA, Großbritannien, Australien, Neuseeland, Frankreich, Spanien, Italien, Kanada und Deutschland.
Cheapflug.de bietet auf seiner Website eine Suchmaschine, um günstige Flüge zu finden. Cheapflug.de selbst verkauft keine Flüge, sondern listet Angebote von Fluggesellschaften, Billigfluggesellschaften und Online-Reiseanbietern auf.
Gegründet wurde Cheapflights von dem ehemaligen Reisejournalisten John Hatt im Jahr 1996 in Großbritannien. Zu dieser Zeit war Cheapflights die erste Preis-Vergleichswebsite für Reiseangebote und revolutionierte die Onlinerecherche.
2000 wurde Cheapflights von einem Konsortium privater Investoren rund um David Soskin und Hugo Burge gekauft und führte in Europa und in der Online-Reiseindustrie das PPC-Modell (Pay per Click Modell) ein.
Cheapflights expandiert 2008 und die kanadische Website geht live. Als erste nicht englischsprachige Website des Unternehmens kommt Cheapflug.de auf den Markt.
Es folgten im Jahr 2009 die Websites für Australien, Spanien, Frankreich und Italien.
Die Cheapflights Media Gruppe erzielt 2010 zum ersten Mal mehr als 100 Millionen Besucher pro Jahr und generiert mehr als 6,2 Milliarden Umsatz pro Jahr für seine Werbepartner.
Im Jahr 2011 akquiriert das Online-Unternehmen die dänische Meta-Search Website momondo.com und erweitert dadurch seine geographische Reichweite auf 15 Länder.